# Mitreola turgida
Mitreola turgida là một loài thực vật có hoa trong họ Mã tiền. Loài này được Jovet mô tả khoa học đầu tiên năm 1934.